# Liste der denkmalgeschützten Objekte in Spišský Hrhov
Die Liste der denkmalgeschützten Objekte in Spišský Hrhov enthält die 16 nach slowakischen Denkmalschutzvorschriften geschützten Objekte in der Gemeinde Spišský Hrhov im Okres Levoča.

## Denkmäler
| Foto |                 | Denkmal / č. ÚZPF                            | Standort / Konskr. Nr.                                         | Offizielle Beschreibung                           | Beschreibung                                   | Metadaten                                                     |
| ---- | --------------- | -------------------------------------------- | -------------------------------------------------------------- | ------------------------------------------------- | ---------------------------------------------- | ------------------------------------------------------------- |
| ja   | Datei hochladen | Straßenbrücke(sk) ObjektID: 704-2362/0       | Standort KG: Spišský Hrhov Konskr.Nr.:                         | oblúkový,kamenný                                  | steinerne Gewölbebrücke                        | č. NKP: 704-2362/0 Stand des NKP: Name: MOST CESTNÝ           |
| ja   | Datei hochladen | Kirche(sk) ObjektID: 704-814/0               | Komenského ul. 11 Standort KG: Spišský Hrhov Konskr.Nr.: 82    | r.k.sv.Šimona a Júdu                              | römisch-katholische Kirche St. Simon und Judas | č. NKP: 704-814/0 Stand des NKP: Name: KOSTOL                 |
| BW   | Datei hochladen | Schloss(sk) ObjektID: 704-813/1              | Osloboditeľov ul. 36 Standort KG: Spišský Hrhov Konskr.Nr.: 36 | Csákyovský kaštieľ                                | Herrenhaus Csákyov                             | č. NKP: 704-813/1 Stand des NKP: Name: KAŠTIEĽ                |
| BW   | Datei hochladen | Park(sk) ObjektID: 704-813/2                 | Osloboditeľov ul. 36 Standort KG: Spišský Hrhov Konskr.Nr.: 36 |                                                   |                                                | č. NKP: 704-813/2 Stand des NKP: Name: PARK                   |
|      | Datei hochladen | Gesindeunterkunft(sk) ObjektID: 704-813/3    | Osloboditeľov ul. 36 KG: Spišský Hrhov Konskr.Nr.: 36          | krajčírska dielňa                                 | Schneiderei                                    | č. NKP: 704-813/3 Stand des NKP: Name: DOM SLUŽOBNÍCTVA       |
|      | Datei hochladen | Wirtschaftsgebäude 1(sk) ObjektID: 704-813/4 | Osloboditeľov ul. 36 KG: Spišský Hrhov Konskr.Nr.: 36          | koniareň so sýpkou,škola                          | Ställe mit Getreidespeicher, Schule            | č. NKP: 704-813/4 Stand des NKP: Name: STAVBA HOSPODÁRSKA I.  |
|      | Datei hochladen | Wirtschaftsgebäude 2(sk) ObjektID: 704-813/5 | Osloboditeľov ul. 36 KG: Spišský Hrhov Konskr.Nr.: 36          | podšopa pre koče a vozy                           | Remise für Kutschen und Wagen                  | č. NKP: 704-813/5 Stand des NKP: Name: STAVBA HOSPODÁRSKA II. |
|      | Datei hochladen | Tor 1(sk) ObjektID: 704-813/6                | Osloboditeľov ul. 36 KG: Spišský Hrhov Konskr.Nr.: 36          | portálová s mrežou; brána medzi hosp.b.I.a dom.sl | Portal mit Gittertor                           | č. NKP: 704-813/6 Stand des NKP: Name: BRÁNA I.               |
|      | Datei hochladen | Tor 2(sk) ObjektID: 704-813/7                | Osloboditeľov ul. 36 KG: Spišský Hrhov Konskr.Nr.: 36          | vstupný obj.pri kaštieli                          | Eingang                                        | č. NKP: 704-813/7 Stand des NKP: Name: BRÁNA II.              |
|      | Datei hochladen | Tor(sk) ObjektID: 704-813/8                  | Osloboditeľov ul. 36 KG: Spišský Hrhov Konskr.Nr.: 36          | mrežová; vstupné objekty a hlavná brána           | Eingangsobjekte und das Haupttor, Gittertor    | č. NKP: 704-813/8 Stand des NKP: Name: BRÁNA                  |
|      | Datei hochladen | Gewächshaus(sk) ObjektID: 704-813/9          | Osloboditeľov ul. 36 KG: Spišský Hrhov Konskr.Nr.: 36          | palmový skleník,oranžéria                         | Palmenhaus, Orangerie                          | č. NKP: 704-813/9 Stand des NKP: Name: SKLENÍK                |
| BW   | Datei hochladen | Brücke(sk) ObjektID: 704-813/10              | Osloboditeľov ul. 36 Standort KG: Spišský Hrhov Konskr.Nr.: 36 | kamenný; kamenný most cez potok                   | Steinbrücke über Bach                          | č. NKP: 704-813/10 Stand des NKP: Name: MOST                  |
| BW   | Datei hochladen | Brunnen 1(sk) ObjektID: 704-813/11           | Osloboditeľov ul. 36 Standort KG: Spišský Hrhov Konskr.Nr.: 36 | kamenná,travertínová; horná kamenná fontána       | Oberer Steinbrunnen                            | č. NKP: 704-813/11 Stand des NKP: Name: FONTÁNA I.            |
| BW   | Datei hochladen | Brunnen 2(sk) ObjektID: 704-813/12           | Osloboditeľov ul. 36 Standort KG: Spišský Hrhov Konskr.Nr.: 36 | kamenná,travertínová; spodná travertín.fontána    | unterer Travertin Brunnen                      | č. NKP: 704-813/12 Stand des NKP: Name: FONTÁNA II.           |
|      | Datei hochladen | Schleuse(sk) ObjektID: 704-813/13            | Osloboditeľov ul. 36 KG: Spišský Hrhov Konskr.Nr.: 36          | kamenné; stavadlo pri rybníku                     | am Teich                                       | č. NKP: 704-813/13 Stand des NKP: Name: STAVADLO              |
|      | Datei hochladen | Teich(sk) ObjektID: 704-813/14               | Osloboditeľov ul. 36 KG: Spišský Hrhov Konskr.Nr.: 36          | rybník                                            |                                                | č. NKP: 704-813/14 Stand des NKP: Name: JAZERO                |

## Legende
Die Tabelle enthält im Einzelnen folgende Informationen:
| Foto:                    | Fotografie des Denkmals. |
| Denkmal / č. ÚZPF:       | Die Übersetzung der Bezeichnung des Denkmals, wie sie vom Slowakischen Denkmalamt (Pamiatkový úrad Slovenskej republiky) verwendet wird. Die Originalbezeichnung ist unter dem Fragezeichen angegeben. Fehlt die Übersetzung, so wird die Originalbezeichnung direkt angezeigt. Weiters ist die Objekt-Identifikationsnummer (Objekt ID) angeführt. Sie ist die offizielle, in der Slowakei eindeutige Nummer č. ÚZPF inklusive der zugehörigen Zählnummer, wie sie in den Daten des Denkmalamtes angegeben wird. Da diese nur innerhalb eines Landkreises gezählt wird, ist dessen Nummer der Denkmalnummer vorangestellt. |
| Standort:                | Wenn in der Liste vorhanden, ist die Adresse angegeben. In Klammern kann sich noch eine zusätzliche Adresse befinden, wenn es beispielsweise ein Eckhaus ist. Bei freistehenden Objekten ohne Adresse (zum Beispiel bei Bildstöcken) ist eine Adresse angegeben, die in der Nähe des Objekts liegt. Durch Aufruf des Links Standort wird die Lage des Denkmals in verschiedenen Kartenprojekten angezeigt. Darunter sind die Katastralgemeinde (KG) und, wenn vorhanden, die Konskriptionsnummer (Konskr. Nr.) angegeben.                                                                                                   |
| Offizielle Beschreibung: | Es ist die Kurzbeschreibung auf Slowakisch, wie sie in den offiziellen Listen angegeben ist, eingetragen. |
| Beschreibung:            | Kurze Angaben zum Denkmal auf Deutsch. |
| Metadaten:               | Zusätzlich werden, wenn in den persönlichen Einstellungen das Helferlein Dauerhaftes Einblenden von Metadaten aktiviert ist, ebensolche angezeigt. |

- Karte mit allen Koordinaten:
- OSM |
- WikiMap